# Zita Szabó
Zita Livia Szabó (Karcag, 13 de novembro de 1975) é uma triatleta profissional húngara.

## Carreira
Nóra Edöcsény competidora do ITU World Triathlon Series, disputou os Jogos de Pequim 2008, ficando em 28º.